# Brzózka (województwo mazowieckie)
Brzózka – wieś w Polsce położona w województwie mazowieckim, w powiecie węgrowskim, w gminie Stoczek. Ma status sołectwa.
W latach 1975–1998 miejscowość administracyjnie należała do województwa siedleckiego.
Wierni Kościoła rzymskokatolickiego należą do parafii św. Jana Chrzciciela w Sadownem.

## Zabytki
- Pomnik przyrody - drzewo(sosna) znajdujące się w pobliskim lesie
- Krzyż - ma już ponad 140 lat